# Euphylidorea terraenovae
Euphylidorea terraenovae är en tvåvingeart som först beskrevs av Alexander 1916.  Euphylidorea terraenovae ingår i släktet Euphylidorea och familjen småharkrankar. Inga underarter finns listade i Catalogue of Life.